# Asterix (Atari 2600)
Asterix es un videojuego desarrollado por Steve Woita y distribuido por Atari para el Atari 2600 en Europa en 1993. El videojuego es una adaptación del videojuego de Atari 2600 Taz, el cual fue realizado remplazando el sprite de Taz por una imagen que vagamente se parece a Astérix, el personaje de historieta.
Este videojuego solo está disponible en PAL debido a su publicación exclusiva en Europa.